# Bertrand Mary
Pour les articles homonymes, voir Mary.
Bertrand Mary est un essayiste et sociologue français. Né à Paris le 22 mai 1946, il a passé son enfance et son adolescence en Angleterre, puis étudié la sociologie à l’Université de la Sorbonne.

## Biographie
Auteur de livres sur la culture populaire contemporaine, il se consacre à l’exploration des imageries de masse qui ont laissé une empreinte durable sur l’imaginaire collectif, tant en Europe qu’en Amérique.
Son premier ouvrage, paru chez Fayard en 1983, portait sur le mythe de la pin-up (La Pin-up ou la fragile indifférence) et a fait l’objet d’une adaptation pour la télévision, sur un texte lu par André Dussollier.
Il a ensuite publié deux essais chez Métailié, dans la collection Traverses, dirigée par l’ethnologue Pascal Dibie : La Photo sur la cheminée (1993) sur l’histoire de la démocratisation du portrait photographique, et Les Forcenés de l’image (2000) sur les passions extrêmes nées du culte de l’image à l’ère de la photographie et du cinéma. 
Depuis, il a écrit Walt Disney et Nous (2004, Calmann-Lévy), un essai en forme de réhabilitation de l’artiste, centré sur l’importance de l’ancrage européen de son œuvre dans la culture européenne, "Des Signes dans le labyrinthe, archéologie du street-art" (inédit) sur les origines de l'art contemporain du graffiti, et "Petite histoire des nains de jardin" (2017, Imago), où l'auteur analyse cette passion populaire singulière qui, pour une grande partie de l'opinion, représente l'incarnation-même du mauvais goût et de la vulgarité.
Le dernier ouvrage de l'auteur, paru en 2023 chez Imago - Le cimetière pour tous - est consacré à l'histoire des cimetières, du Moyen Age à nos jours. Il s'intéresse à un aspect très méconnu de leur évolution : le long combat qui a mis fin à l'inégalité radicale du traitement entre défunts qui a dominé pendant des siècles et a imposé un véritable droit à la tombe pour tous.
Dans ses travaux, Bertrand Mary analyse la genèse des imageries de masse mais aussi leur réception par la société, partagée entre adhésion fascinée du grand public et rejet condescendant par l’élite et les institutions. Son approche mêle récit historique solidement documenté et analyse sociologique, mais aussi hommage revendiqué à des objets de la culture ordinaire délaissés ou méprisés 
Par ailleurs, il a écrit des scénarios de films documentaires pour la télévision (Arte, Canal+), en collaboration avec le réalisateur Jérôme Camuzat, décédé en 2000.

## Publications
- La Pin-up ou la fragile indifférence, Fayard, 1983
- La Photo sur la cheminée – naissance d'un culte moderne, Métailié, 1993
- Les Forcenés de l'image, Métailié, 2000
- Walt Disney et nous – plaidoyer pour un mal-aimé, Calmann-Lévy, 2004
- Des Signes dans le labyrinthe - archéologie du street-art, inédit
- Petite histoire des nains de jardin, Imago, 2017
- Le cimetière pour tous - Histoire d'une conquête sociale, Imago, 2023

## Filmographie
- 1993 : La Pin-up, un siècle de fantasmes, documentaire coécrit avec Jérôme Camuzat (Canal-Plus et Show-Time).
- 2000 : Plus jamais seul, documentaire coécrit avec Jérôme Camuzat (Arte France et Iliôm).